# Vienotība
Vienotība (Enhed) er et liberalt-konservativt politisk parti fra Letland, grundlagt som en valgalliance mellem partierne Jaunais laiks (Ny Tid), Pilsoniskā savienība (Borgerunionen) og Sabiedrība Citai Politikai (Selskabet for en anden politik) den 6. marts 2010. Den blev efter sigende grundlagt i et forsøg på at danne en modvægt til den venstreorienterede alliance Saskaņas Centrs (Harmonicentrum), som var blevet styrket i meningsmålinger og valg, mens de andre højreorienterede partier Tautas partija (Folkepartiet), Tēvzemei un Brīvībai/LNNK (For fædreland og frihed/LNNK) og Latvijas Pirmā Partija/Latvijas Ceļš (Letlands førende parti/Letlands Vej) blev under spærregrænsen på 5%.
Den 6. august 2011 blev alliancen omdannet til et decideret politisk parti.